# يونغستون (ألبرتا)
يونغستون (بالإنجليزية: Youngstown, Alberta)‏ هي مستوطنة تقع في كندا في ألبرتا. يقدر عدد سكانها بـ 178 نسمة ومساحتها 1.00 كم2 وترتفع عن سطح البحر 780 متر.

## أعلام
- نورمان بورنس